# Рубчаківна Ярослава Іванівна
Ярослава Іванівна Рубчаківна, у шлюбі Барнич (Барничева) (*1900, Чортків — † 29 березня 1980, Клівленд) — українська акторка, співачка (сопрано), декламаторка, театральна режисерка, діаспорянка. Відома за виступами в театрі «Українська бесіда». Активістка Українського народного союзу з 1953.

## Життєпис
Народилась 1900 року в Чорткові в сім'ї видатних діячів української культури Івана Рубчака і Катерини Рубчакової. Зі своїми молодшими сестрами Ольгою і Надією, а також з дітьми інших акторів театру «Руська бесіда» навчалась у школі, не бачачи батьків по 10 місяців на рік. Канікули були для дітей акторів святом, оскільки вони могли їздити до батьків, які перебували на гастролях. Там вони за підтримки батьків і їх друзів (серед яких був Лесь Курбас) ставили спектаклі, а Ярослава режисувала такі вистави. Про один з таких епізодів під час гастролей у Ходорові Рубчаківна згадувала у своїх спогадах 1973 року.
Після смерті матері Ярослава Рубчаківна стала провідною акторкою Львівського театру «Руська бесіда» (з 1922 до 1925). З цим театром виступала також на Тернопільщині.
В останній поставі Олександра Загарова на галицькій сцені («Отело» В. Шекспіра) грала Емілію, а її молодша сестра Надія Рубчаківна грала Дездемону.
Під час роботи у Львові побралася з диригентом «Руської бесіди» Ярославом Барничем.
З 1925 до 1928 — в Ужгородському театрі, в якому чоловік працював музичним керівником і диригентом.
з 1929 до 1939 вела аматорські театри у Самборі і Станіславові. До Самбора в аматорський театр запрошувала також професійних акторів. Як співачка і декламаторка виступала на концертах товариства «Боян». Чоловік вчителював у цих містах, а з 1939 працював диригентом Станіславівського муздрамтеатру.
В роки німецької окупації мешкала з чоловіком у Львові, де він був диригентом Львівської опери.

### В еміграції
Згодом в еміграції — Західна Німеччина (1944–1949), США (з 1949). В США проживала з родиною спочатку у Філадельфії, згодом у Лорейні, а пізніше в Клівленді (штат Огайо). У 1951–1966 чоловік працював художнім керівником та диригентом Українського хору імені Тараса Шевченка у Клівленді. Ярослава Рубчаківна-Барнич була активісткою Українського народного союзу, вчителювала в Школі українознавства., як активістка УНС пропонувала створити Театральну студію.
14 березня 1965 як режисерка Ярослава Рубчаківна поставила оперу Миколи Аркаса «Катерина» з ініціативи й за підтримки хору імені Т. Шевченка, керованого чоловіком.
У 1973 році дала інтерв'ю газеті «Свобода», в якому згадувала дитячі роки в Україні:
|  | Моя молодша сестра Ольга, вдова по визначному акторові Гнаті Юрі, живе з сином у Києві. Я з наймолодшою сестрою Надею nepeбуваємо в Америці. Згадую тепер не раз нашу народну пісню: «Ой верніться, літа молодії, хоч до мене в гості!». |

Померла 29 березня 1980 року в Клівленді (Огайо, США). Похована 2 квітня 1980 на цвинтарі святих Петра і Павла в Пармі.